# Daniel F. Minahan

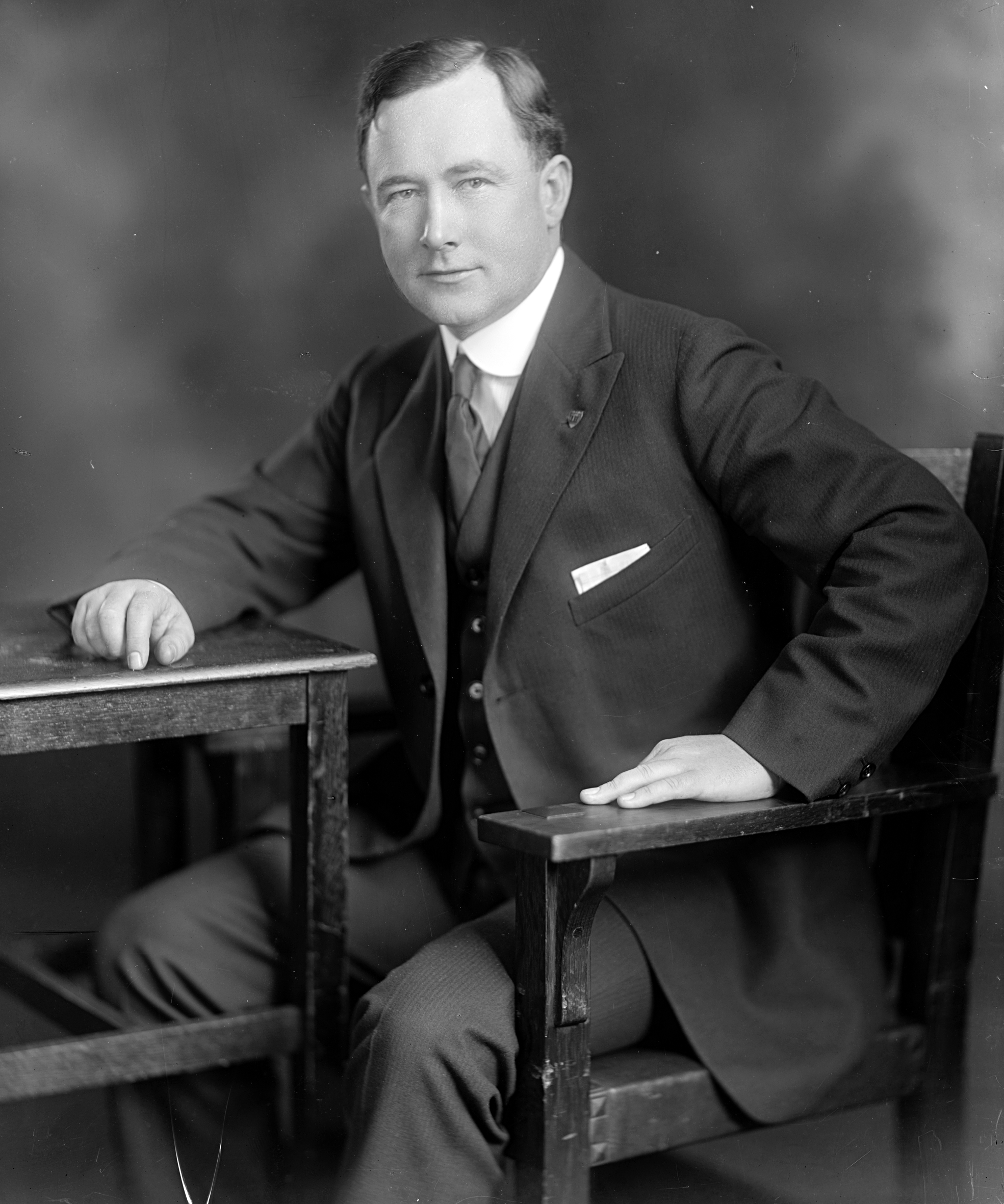
Daniel F. Minahan

Daniel Francis Minahan (* 8. August 1877 in Springfield, Ohio; † 29. April 1947 in East Orange, New Jersey) war ein US-amerikanischer Politiker. Zwischen 1919 und 1925 vertrat er zwei Mal den Bundesstaat New Jersey im US-Repräsentantenhaus.

## Werdegang
Daniel Minahan besuchte die Stevens Institute Preparatory School und danach das Seton Hall College in South Orange. Danach war er Geschäftsführer bei der Firma seines Vaters, eines Bauunternehmers. Gleichzeitig begann er als Mitglied der Demokratischen Partei eine politische Laufbahn. Zwischen 1914 und 1919 amtierte Minahan als Bürgermeister der Stadt Orange.
Bei den Kongresswahlen des Jahres 1918 wurde er im neunten Wahlbezirk von New Jersey in das US-Repräsentantenhaus in Washington, D.C. gewählt, wo er am 4. März 1919 die Nachfolge von Richard W. Parker antrat. Da er im Jahr 1920 seinem Vorgänger Parker unterlag, konnte er bis zum 3. März 1921 nur eine Legislaturperiode im Kongress absolvieren. In dieser Zeit wurde mit dem 19. Verfassungszusatz das Frauenwahlrecht bundesweit eingeführt. Bei den Wahlen des Jahres 1922 wurde Minahan erneut im neunten Distrikt seines Staates in den Kongress gewählt, wo er am 4. März 1923 Parker wieder ablöste. Bis zum 3. März 1925 konnte er eine weitere Amtszeit im US-Repräsentantenhaus verbringen.
In den Jahren 1924 und 1930 bewarb er sich erfolglos um seinen Verbleib im bzw. seine Rückkehr in den Kongress. Im Juni 1928 war er Delegierter zur Democratic National Convention in Houston, auf der Al Smith als Präsidentschaftskandidat nominiert wurde. Hauptberuflich war Minahan damals in der Landerschließung tätig. Er starb am 29. April 1947 in East Orange.